# 行天宮
行天宮，或稱恩主公廟，位於臺灣臺北市中山區，又稱臺北關帝廟（如其廟籤詩上所印），主神為關聖帝君（恩主公，從神為關平關聖太子平、周倉周恩師倉）、呂恩主洞賓、張恩主單、王恩主善、岳恩主飛等五聖恩主，是臺灣知名的關帝廟，由經營煤礦事業有成的黃玄空道長所建設而成。本宮另有兩座分宮，位於臺北市北投區忠義山及新北市三峽區白雞山，稱「行天（宮）三宮」。其中，最早興建完成的是北投分宮，其次是三峽行修宮，臺北市區的本宮為行天三宮最晚落成者，廟門用108顆門釘代表108位神靈，即象徵36天罡星、72地煞星。

## 歷史
臺北城內曾有清治時期官祀的臺北關帝廟（臺北府武廟），於日治時期因都市計畫而拆除改設置臺北高等法院，即今日司法大廈。行天宮和原臺北武廟並無歷史上的連結。
1943年5月，空真子道長（郭得進居士）及師兄弟，敬奉由覺修宮分靈而來的五恩主，於台北市永樂町（今迪化街）一處民宅三樓設立「行天堂」，以關聖帝君為首位恩主。
後來居住於臺北縣樹林鎮（今新北市樹林區）的基隆煤礦業主玄空道長（本名黃欉居士，法號「玄空」，1911年－1970年；行天宮方面敬稱其為「玄空師父」）得兄長引介，深切領悟《列聖寶經合冊》真諦，並祈求父親病體康復，遂與「行天堂」關聖帝君結緣，成為聖門弟子；獲賜道號「悟道」，後經神示，更改為「玄空」。。
1945年，三峽「白雞」「海山」二坑煤礦附近瘧疾肆虐，玄空師父向其素來敬仰的行天堂壇主「空真子」（俗名郭得進，人稱郭空真）請益，郭空真請出了行天堂關聖帝君像，讓黃迎回膜拜。
1945年農曆十月玄空師父於三峽礦場之木造事務所始創「行修堂」，鄉里皆來參拜，竟然瘟疫去除，從此關帝之名號，威震本地。
1949年農曆八月，由於「行天堂」位於民宅三樓，檀越參拜不便，玄空道長得其三兄黃新火居士引介，與「行天堂」關聖帝君結緣。玄空在臺北市九臺街（今林森北路、民權東路交叉口一帶）購入原為宮前町的小型民間信仰簡易齋教鸞堂及附設土地廟，創建關帝廟行天宮，地址在今臺北市立新興國中。
1956年，玄空著手於北投（平埔族嗄嘮別社舊址）、三峽兩地整建以祭祀關公為主的民間信仰廟宇，臺北行天宮落成後，由玄空師父所主導興建的三座廟宇合稱為「行天三宮」——新建於臺北市中心的行天宮稱為本宮，其餘兩間為行天宮分宮，玄空預定稱為三峽行修宮與北投行忠宮，後奉神意，改稱北投行天宮。
1958年，行天宮開山第一任住持空真子道長過世，並於北投行天宮旁空地，興建崇德堂以奉祀空真道長，當時北投行天宮後殿基礎工程才剛起步。玄空師父應眾師兄弟推舉，榮膺第二任住持，放下事業，全心重新規劃北投行天宮，由原一殿式擴建為三殿式。
1960年代初，玄空師父原本已有將原地擴建為廟宇的計畫，以延續原有的臺北府官祀大關帝廟。不過，該片佔地2,000坪的私人用地，在教育部開始推動九年國民教育後，被改劃為國民中學預定用地（現為臺北市立新興國民中學）。經交涉後，臺北市政府採取「以地易地」的方式，讓原地主玄空師父以九臺街（今林森北路、民權東路交叉口一帶）的私有地交換當時仍為瑠公圳末梢支流、沼澤的公有地。玄空於是用以建廟。另說則是玄空師父獨力購下西新庄子，現今民權東路、松江路口東北角的建廟用地後，玄空商請已有興建多處廟宇經驗的造廟匠師廖石成設計、施工，並於1968年順利完成行天宮臺北本宮。
1960年8月12日北投行天宮之後殿慶成，並舉行安座典禮。
1962年農曆四月三峽行修宮興建及動土整地。
1964年農曆八月北投行天宮之崇德堂完工，奉祀空真子道長
1964年農曆十一月，三峽行修宮舉行「正殿」上樑典禮。
1964年農曆十二月，三峽行修宮舉行「前殿」上樑典禮。
1964年玄空師父在獨力捐資向財政部國有財產局及數名地主買下民權東路、松江路口之土地上，動土興建行天宫臺北本宫。
1965年5月31日行天宫北投分宮玉皇殿、前殿等所有工程完工，恭奉玄靈高上帝、玄穹高上帝、儒、釋、道三教教主等，並舉行慶成典禮。
1965年12月6日三峽行修宮落成，並舉行慶成典禮。
1968年1月25日，台北本宮舉行慶成典禮，九臺街關帝廟行天宮遷入。黃欉於三宮分別勒石立碑，昭示三宮本屬同源，永遠關聯不得分離。
1956年至1967年的十二年間，玄空師父於先後完成北投分宮、行修宮(三峽分宮)、臺北本宫，出任第一代的三宮總住持。並分別勒石立碑，昭示三宮本屬同源，永遠關聯，不得分離。
1970年玄空師父將全部自建的三峽行修宮捐贈給財團法人臺北行天宮，名為行天宮三峽分宮。
1970年12月18日（農曆11月20日）行天宫三宮建設人暨第一代三宮總住持玄空師父歸真。
1972年農曆十月新建三峽行修宮旁的明德堂及行天宫北投分宮崇德堂以奉祀玄空師父。
2014年8月26日，行天宫秉持並落實玄空師父提倡修德與問心敬神之理念，廟埕不再設置大香爐及供桌，鼓勵信眾雙手合十，以道德心香取代線香，虔誠祝禱就可上達天聽。信眾不須準備供品，只要心誠禮敬，問心修德，便能得到神明的護佑。

## 信仰
行天宮三宮建設人玄空師父，祖籍泉州安溪，其宗教思想源於行天宫《列聖寶經合冊》恭錄之《關聖帝君明聖真經》。
行天宫的宗教屬性為儒、釋、道三教合一的正信道場，強調問心敬神的理念。祭解以道教科儀為主。例如祈安大法會(俗稱拜斗)、祭元辰、祭關限、祭星、掩魂、收契孫、收驚等，都與道教儀式關係密切。

## 願景
- 宗旨：秉持恩主公五倫八德之聖訓，宏揚聖教，推行正信，以濟世助人為志業。

- 理念：正己化人、無私奉獻、謙卑服務、諄諄善導。

- 使命：推行關聖帝君傳世明訓「讀好書、說好話、行好事、做好人」；發展宗教、文化、教育、醫療、慈善五大志業。

- 準則：信守宮規、問心做事、修德敬神、萬般由心。

- 願景：落實宗旨，淨化人心，共造祥和社會。

行天宫堅守玄空師父所留傳的正信理念，不焚化金紙、不設乩扶鸞、不打造金牌、不演戲酬神、不供奉牲醴、不設功德箱、不營利圖私及不對外勸募。
並致力於推廣讀經、抄經，以宣講及各項濟世服務，宏揚聖教，以挽回人心於正軌，使社會平安。

## 祀神

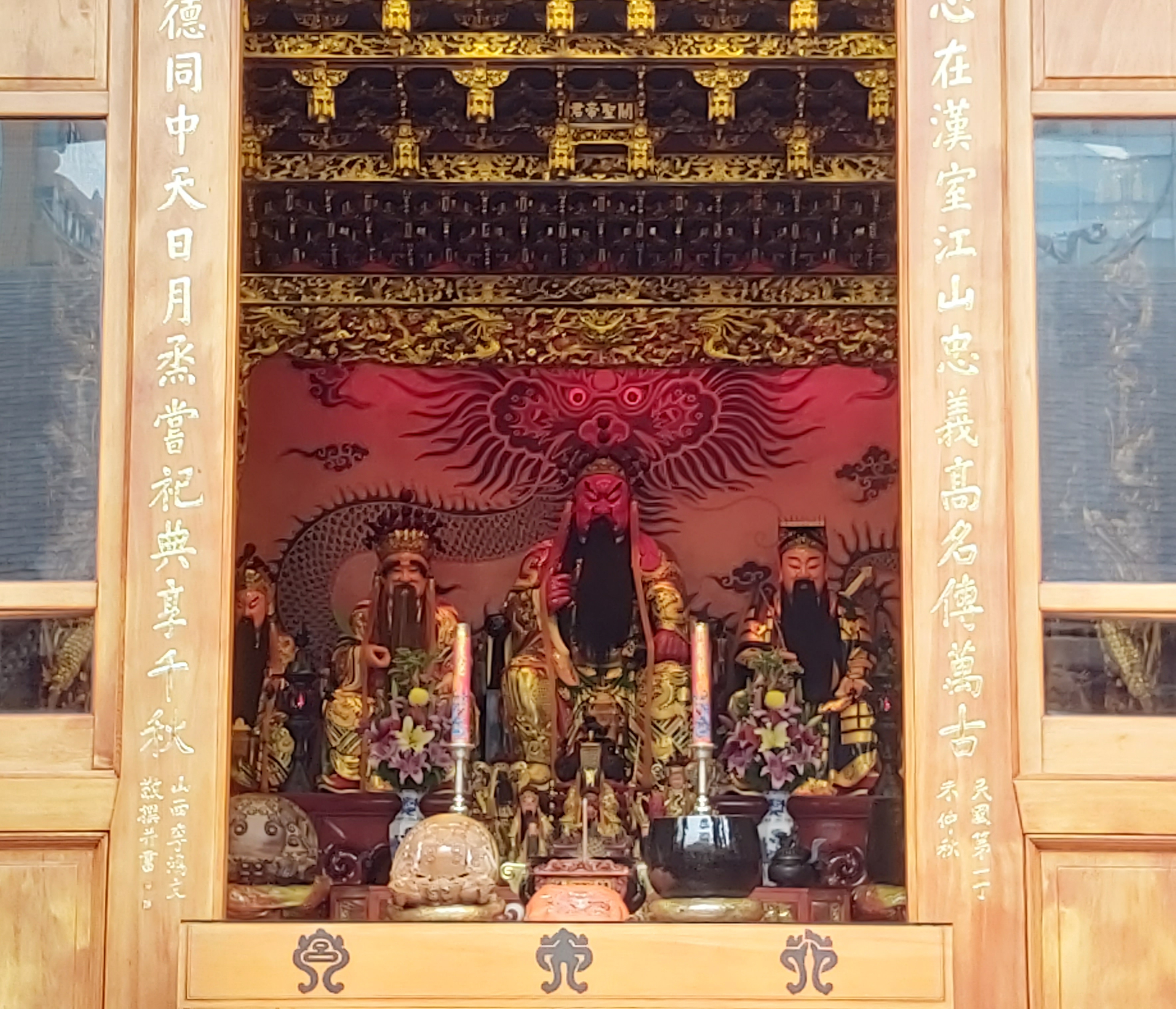
臺北本宮正殿恩主公像

行天宫奉祀五聖恩主，所謂的「恩主」就是扶鸞信仰的「救世主」，因為恩主公憐憫世人、救世濟民，所以信眾感恩如救世主。五位恩主，以關聖帝君為首，因此臺灣一般民眾亦稱關聖帝君為恩主公，也經常稱行天宫為恩主公廟。
行天宮五聖恩主(神明座向為主)
- 關聖太子：關平
- 隆恩真君：道教重要的護法神、火神，又稱豁落靈官，尊稱「王恩主」。
- 孚佑帝君：中國八仙之一，人稱「呂祖」、「呂仙翁」，道教尊稱孚佑帝君，又奉為五文昌之一，尊稱「呂恩主」。
- 關聖帝君：為三國時代之名將關羽，字雲長。關聖帝君備受三教推崇，佛教尊奉為伽藍菩薩；道教奉為協天大帝、翊漢大天尊；儒教則奉為南天文衡聖帝，亦奉為五文昌之一，又稱「山西夫子」（與「山東夫子」孔子並稱）；鸞堂稱為恩主公；一貫道奉為關法律主。1614年，明朝萬曆帝敕封關聖帝君為「三界伏魔大帝神威遠鎮天尊關聖帝君」，故又尊稱關聖帝君，尊稱「關恩主」。
- 司命真君：灶神，又稱張真君，能夠紀錄一家善惡，稟告天庭。尊稱「張恩主」。
- 精忠武穆王：12世紀中國宋朝名將，即岳飛，尊稱「岳恩主」。
- 周恩師：周倉。

## 特色
行天宮是大臺北地區的信仰重鎮，許多民眾皆會來此敬拜恩主公，而行天宮本身也有許多特色：

### 環境周邊
- 廟宇地點交通便利；臺北本宮與北投分宮有以廟名當站名的公車站牌或捷運車站。
- 廟宇空間設計寬敞。
  - 提供停車場（北投分宮）給信眾。

### 建築文物
- 行天宮三宮建築均由廖石成設計建造，為典型臺灣傳統宮廟建築。
- 牌匾均名人墨寶，如于右任（前監察院長）、謝冠生（前司法院長）題字
- 中門的一對神獸為麒麟，不同一般廟宇放置的石獅。
- 五大廟門只有在神明聖誕儀式時全部開啟；左梢間與右梢間會在人潮多時開啟；明間（中門）比照古禮，國家元首進入參拜時才會開啟（中門進出）；左次間與右次間以中央官員參拜時開啟（左進右出），比照孔廟禮俗。
- 臺北本宮與北投分宮均有代表莊嚴顯赫的「赫赫、巖巖」刻字，「赫赫」的位置在「左龍門入口」上方，「巖巖」的位置在「右虎門入口」上方。

### 宗教活動
- 成立宗教性的財團法人機構，確立其社會公益屬性。
- 每天宣講，傳播正信理念、道德觀、善行作為等。
- 提供求恩主公收為契孫的平安袋與隨身平安卡。
  - 提供免費之宗教科儀如：收驚、祭元辰、祭關限、祭星、掩魂。
  - 求恩主公收為契孫、參加祈安大法會，費用隨喜。
- 提倡正信理念、不供奉牲禮、血食、不收受金牌、不演戲酬神、不設乩扶鸞。
- 不焚化金紙、不燒香，但內殿仍保有廟方為信眾消災祈福的香爐與線香，收驚時也使用線香。
- 不設置功德箱，香火錢捐獻均由廟內服務人員開立收據，手續清楚。
- 不主動對外募捐並禁止商業行為。
- 每年農曆十二月免費提供值年太歲星君神位，供信眾恭請回家自行安太歲，信眾可至事務所恭請值年太歲星君神位，由服務人員解說如何祭拜，並附有說明供信眾參考。

### 公益志業
行天宮除了宗教志業，以及成立於1995年的「財團法人行天宮文教發展促進基金會」之外，還設有四座附設圖書館，以及位於三峽區的恩主公醫院及橫溪恩主公護理之家。
- 行天宮附設玄空圖書館
  1. 敦化總館-館址：臺北市松山區敦化北路120巷9號
  2. 北投分館-館址：臺北市北投區中央北路四段18巷48號
  3. 松江分館（玄空紀念學院）-館址：臺北市中山區松江路359號
  4. 中山分館（親子圖書館）-館址：臺北市中山區中山北路一段144號

- 行天宫醫療志業
  1. 恩主公醫院復興醫療大樓：新北市三峽區復興路399號
  2. 恩主公醫院中山醫療大樓：新北市三峽區中山路198號
  3. 恩主公醫院門診大樓：新北市三峽區中山路258號
  4. 橫溪恩主公護理之家：新北市三峽區成福路6巷30號

### 臺北本宮照片集

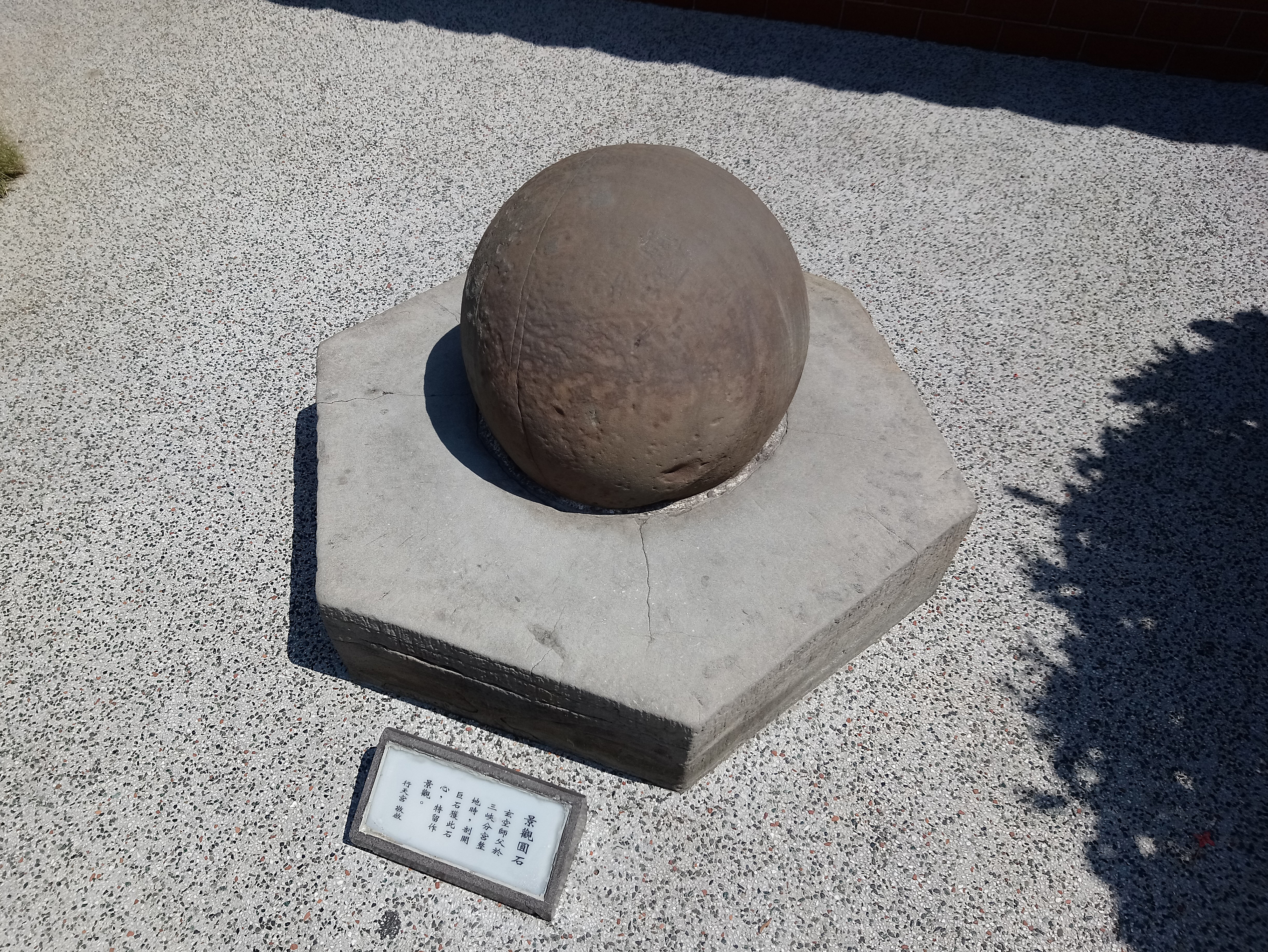
臺北本宮景觀圓石
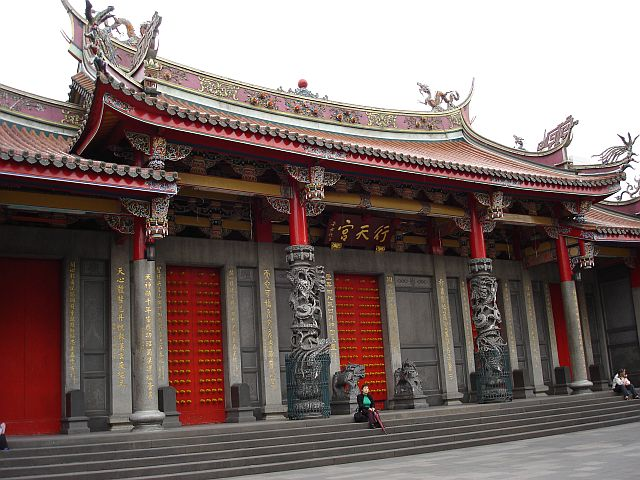
臺北本宮廟埕
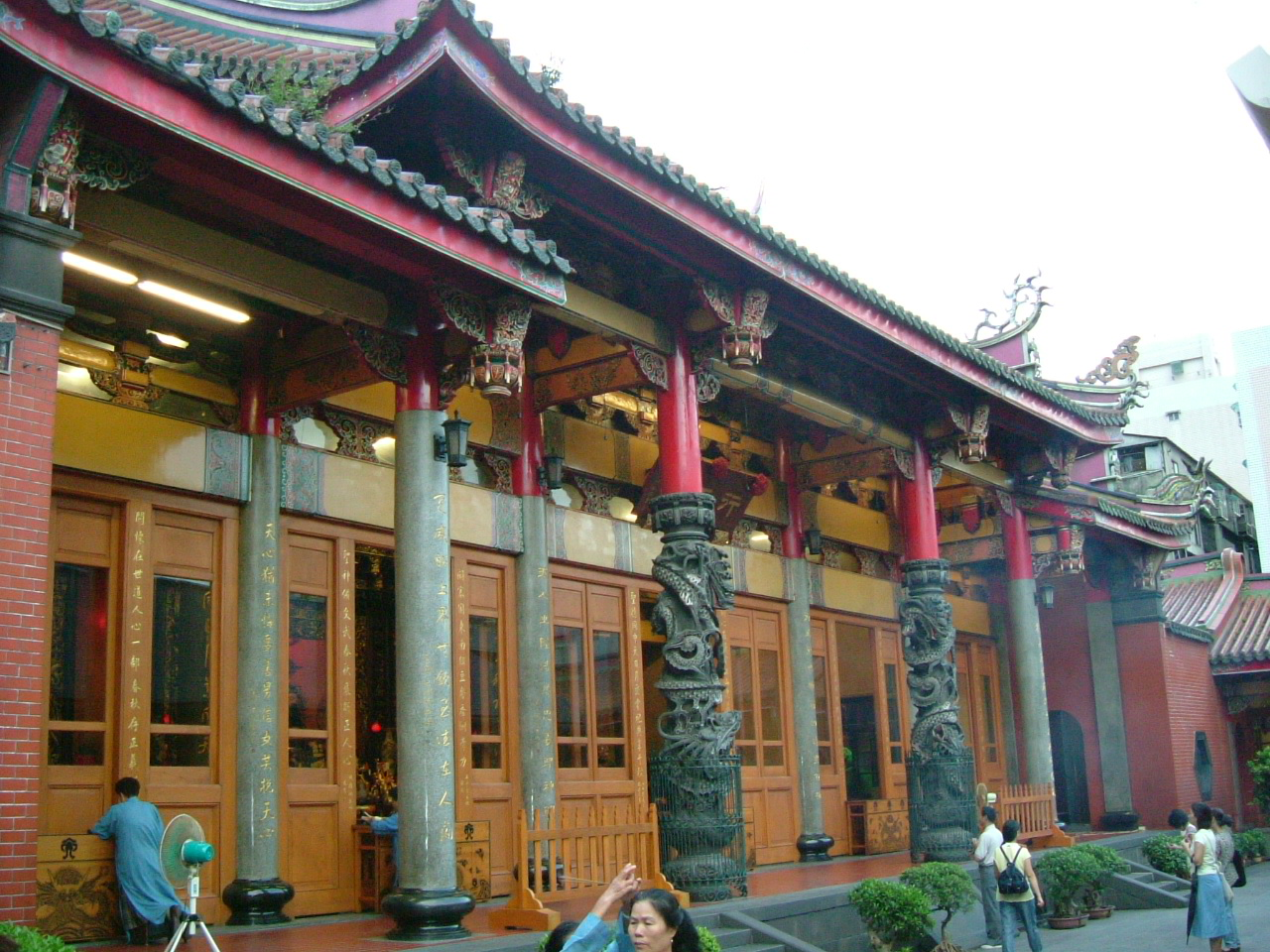
臺北本宮正殿
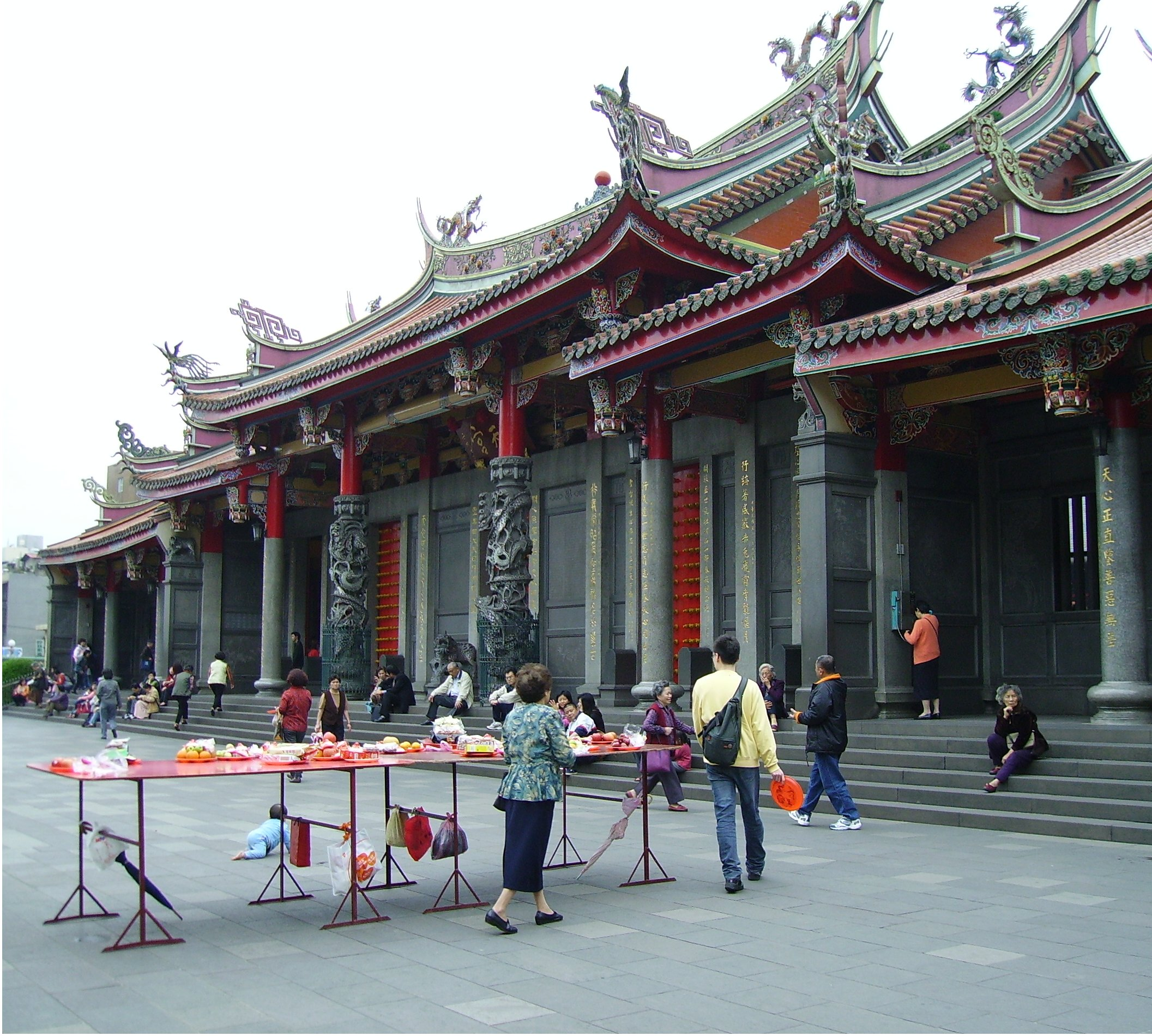
行天宮臺北本宮廟埕
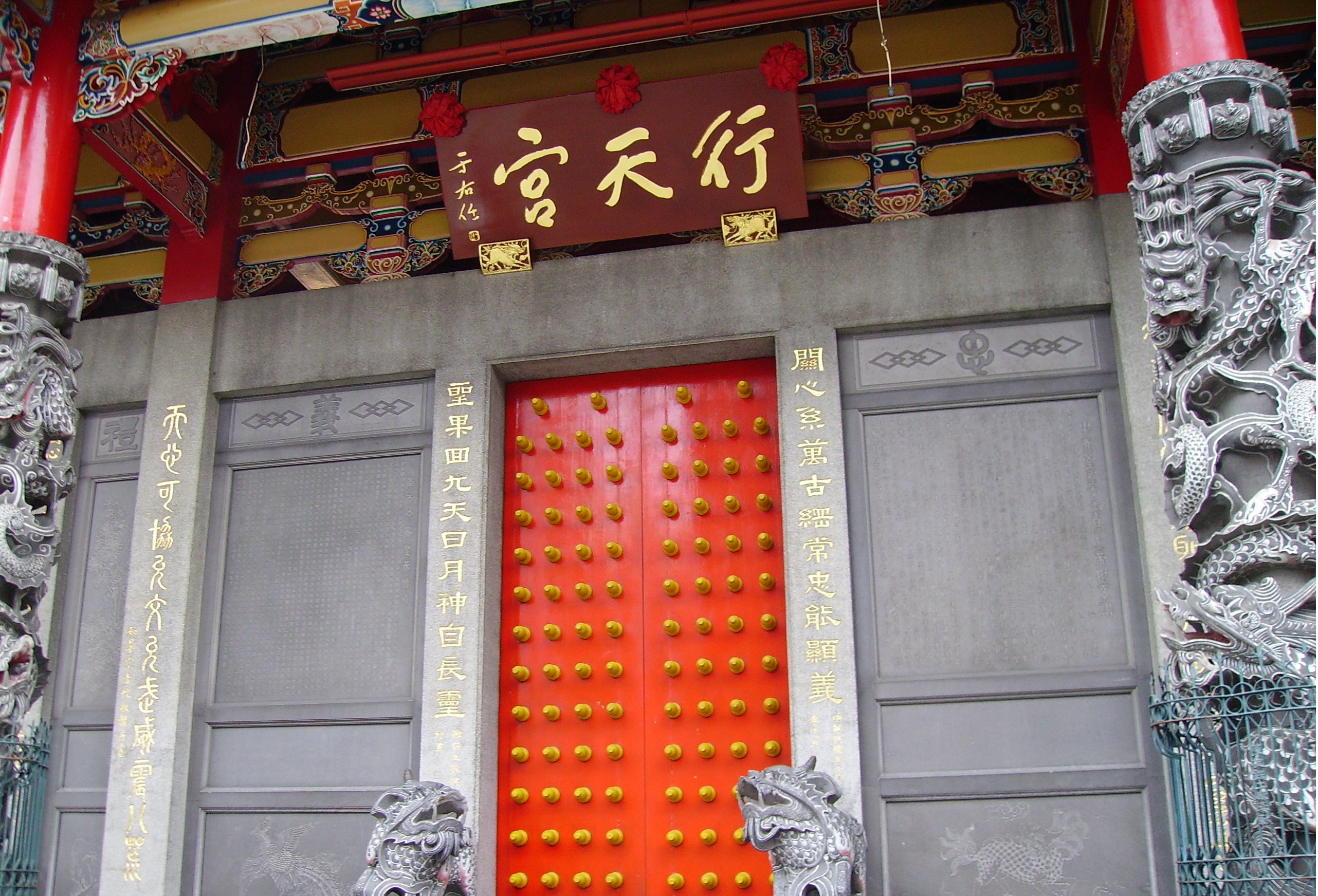
行天宮臺北本宮中門
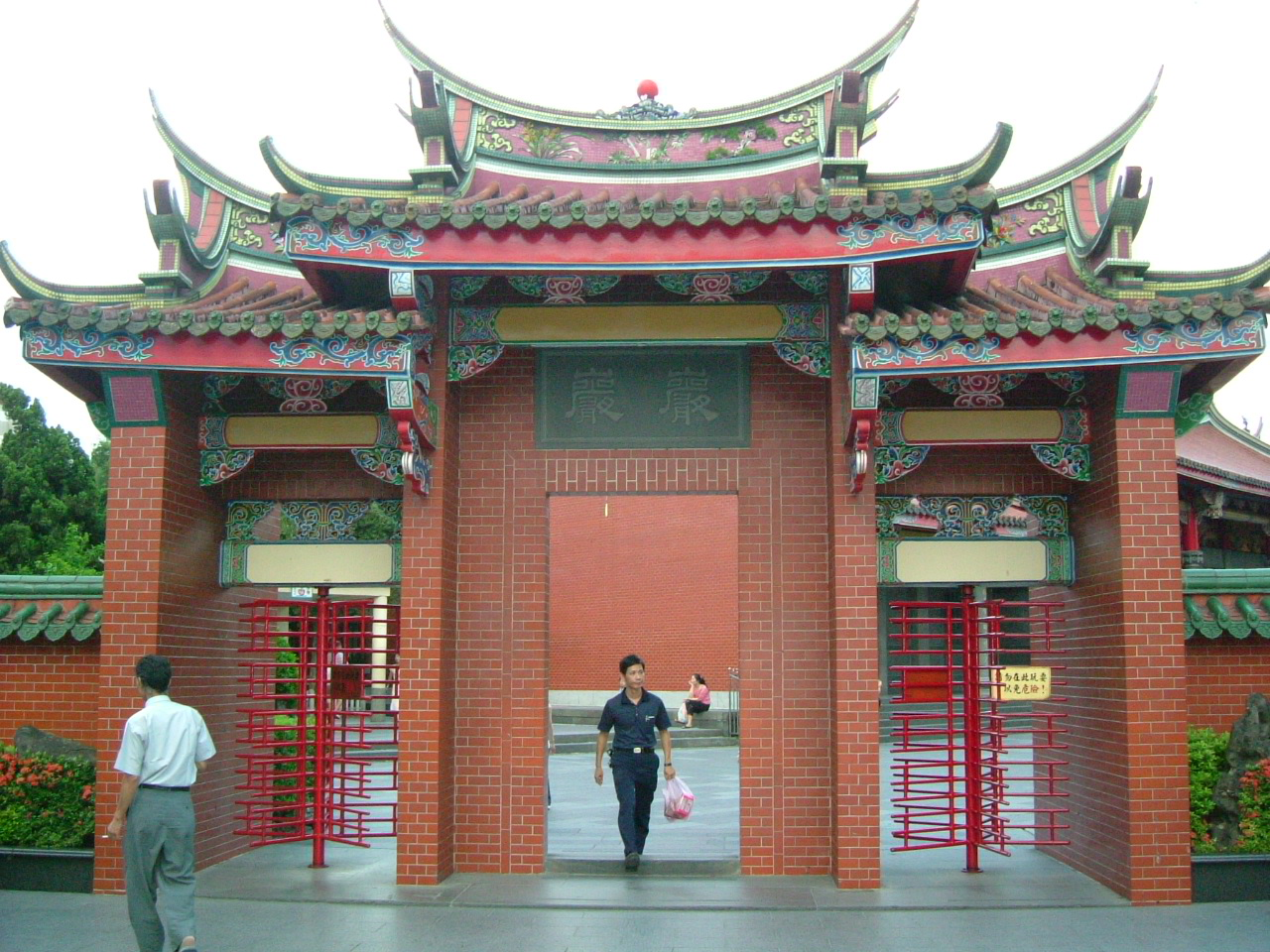
臺北本宮的右月門
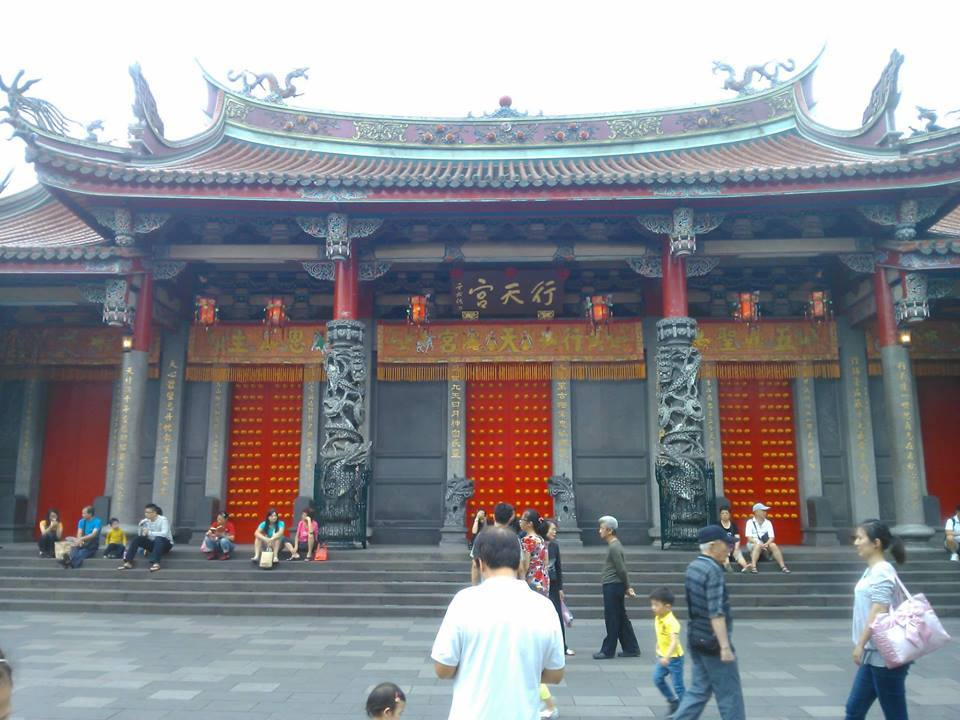
臺北本宮的大門
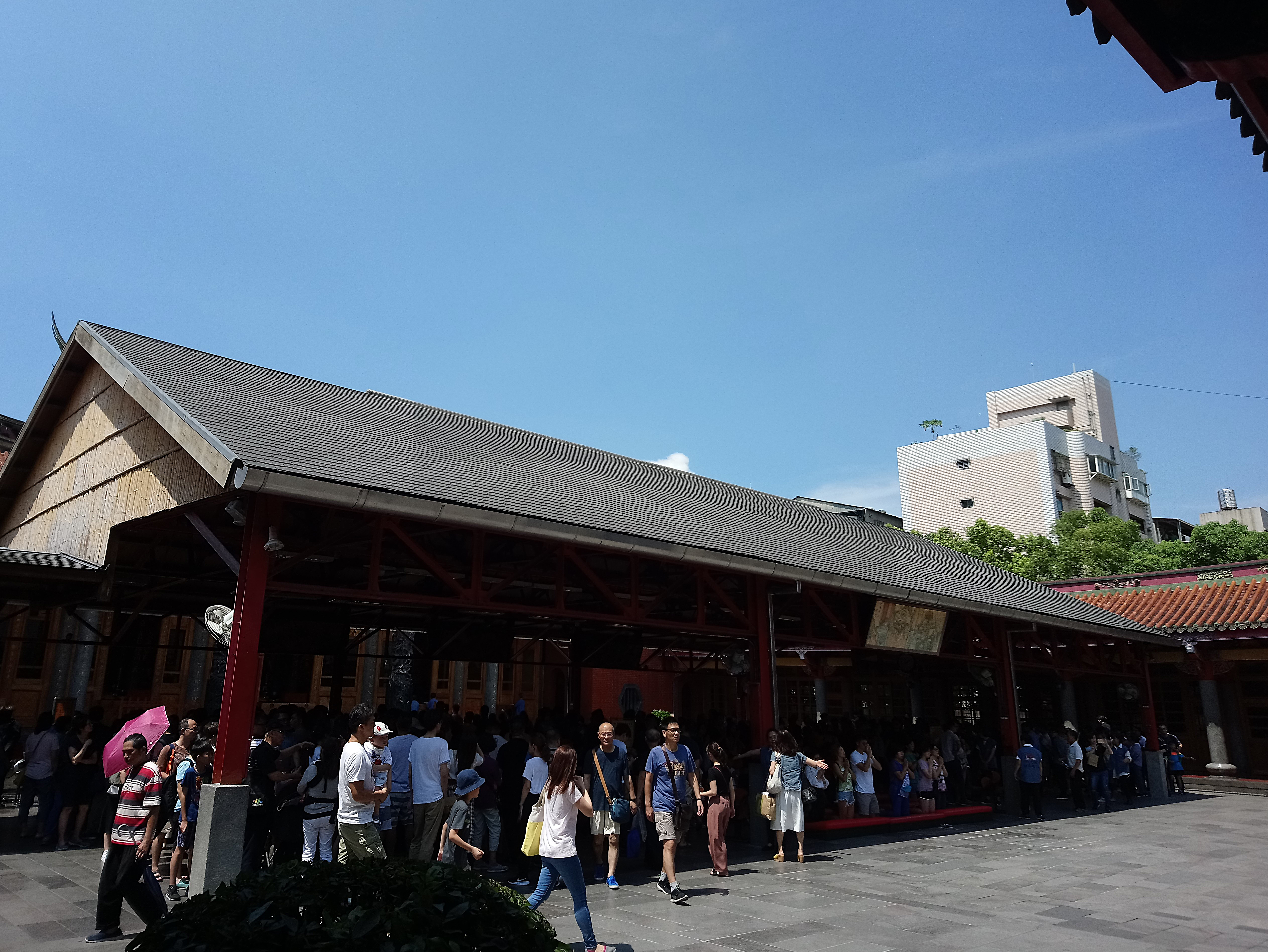
臺北本宮中庭
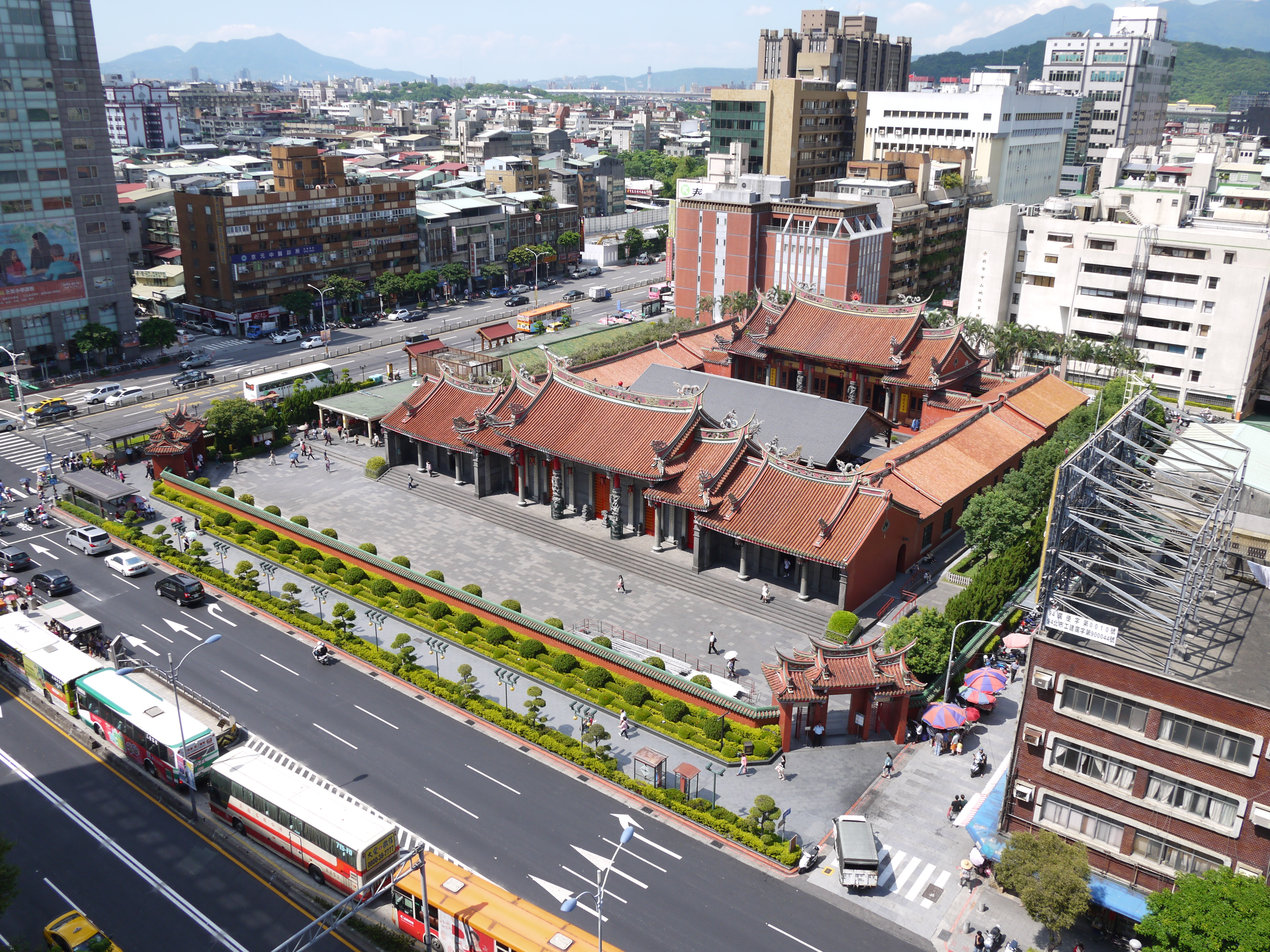
行天宮臺北本宮俯瞰圖
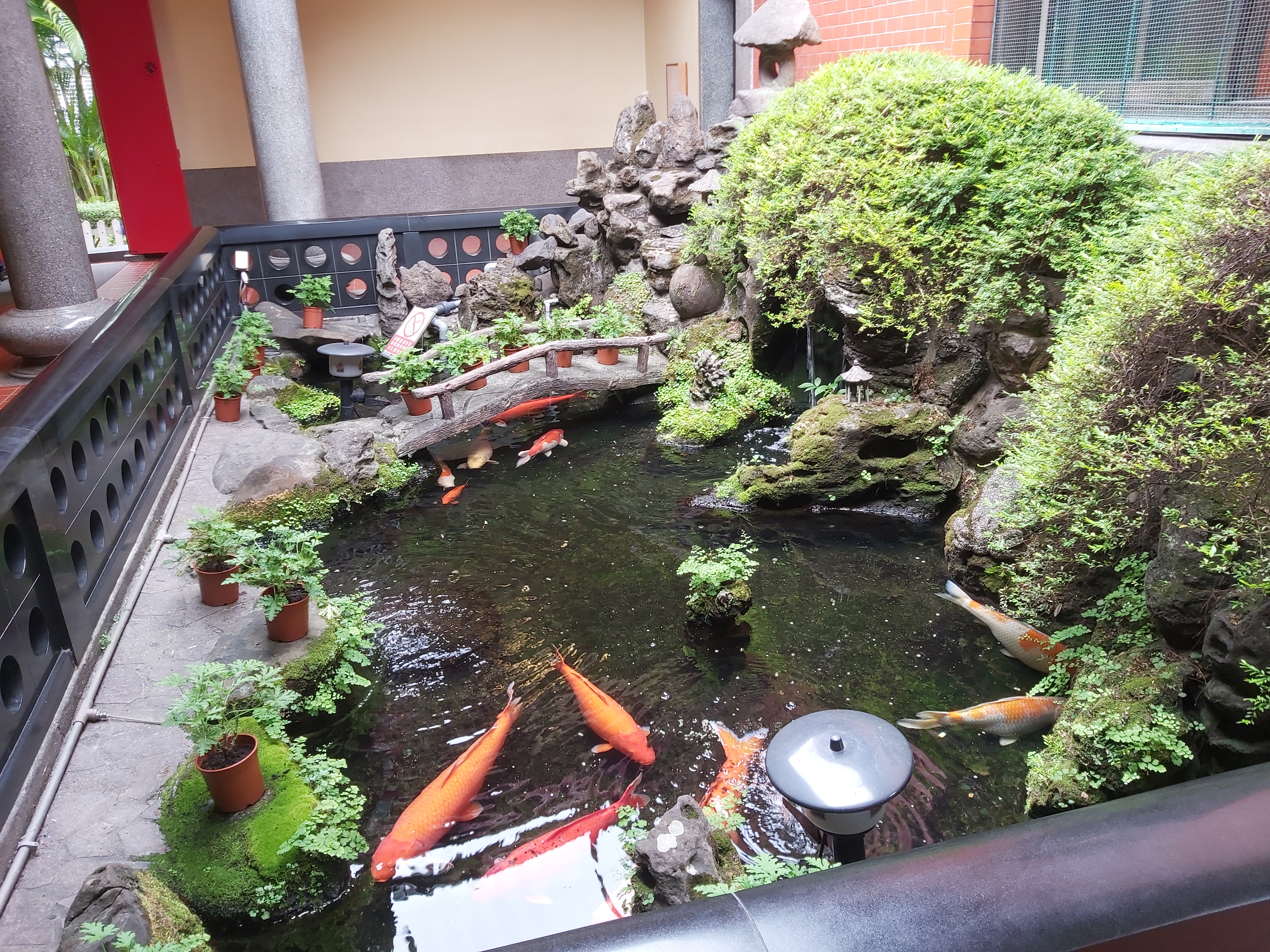
臺北本宮魚池
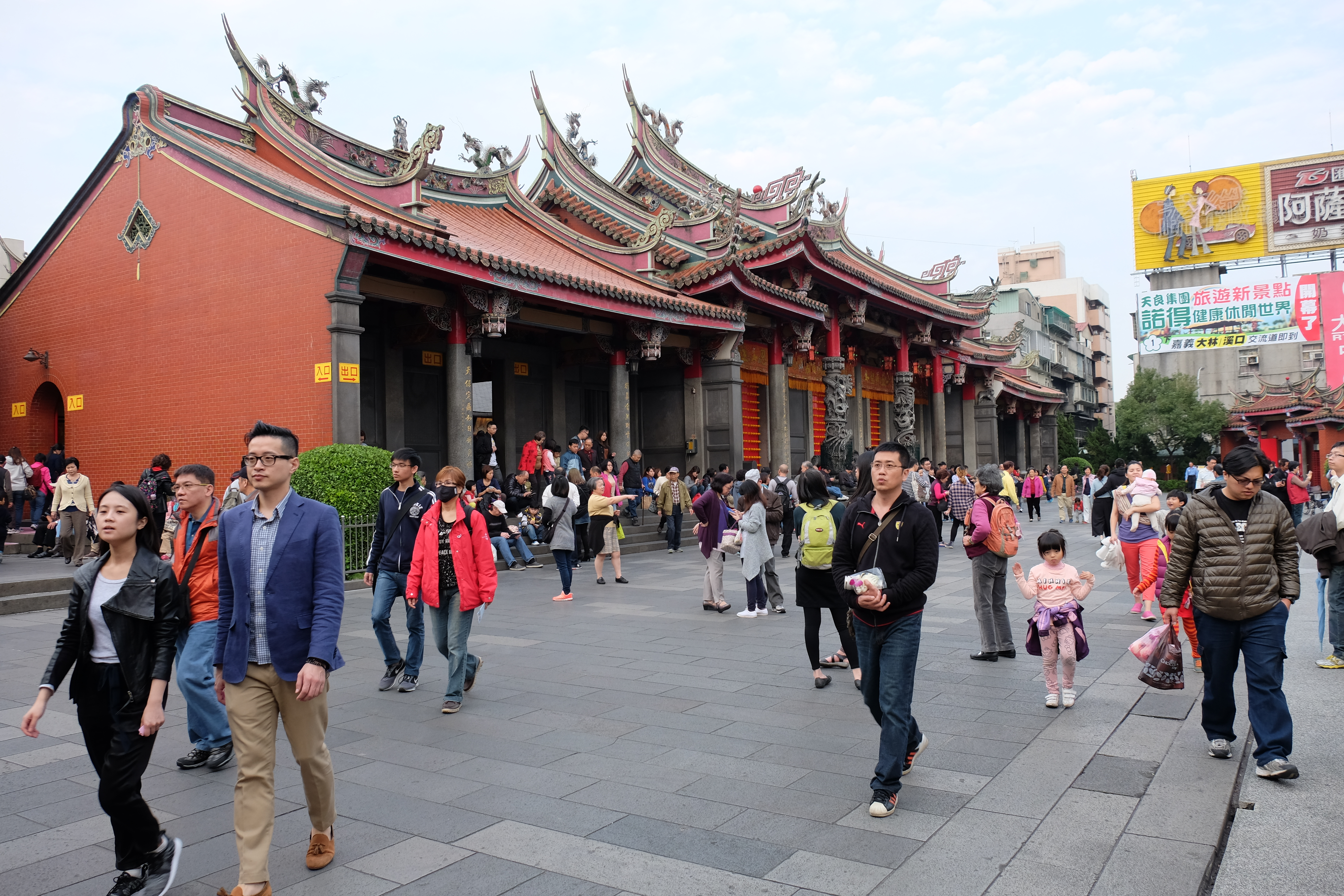
行天宮臺北本宮農曆過年的廟埕
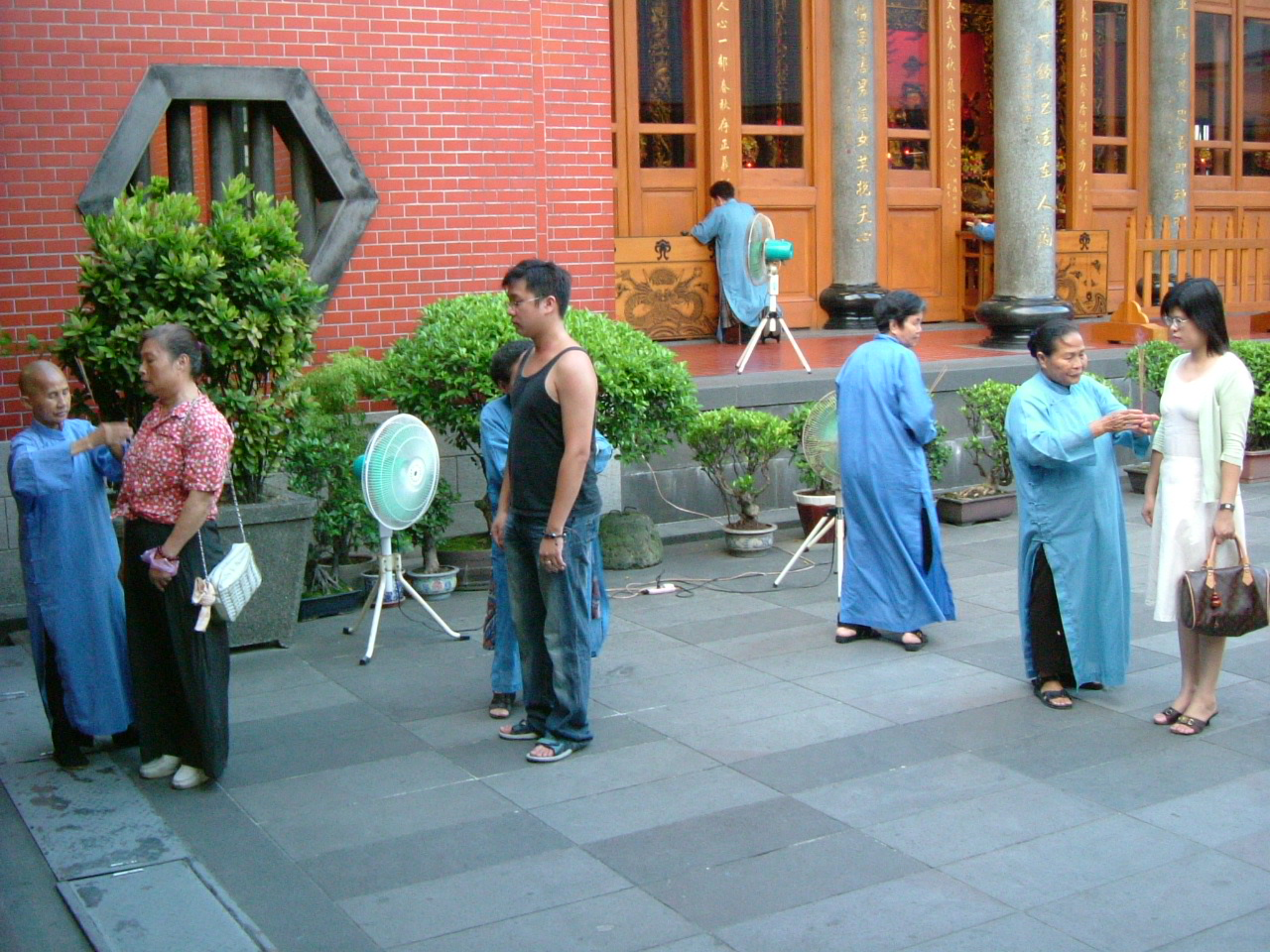
以收驚科儀聞名的効勞生（身穿藍色道服，以年邁女性居多）

## 行天宮周邊景點
1. 新生公園
2. 台北市立美術館
3. 台北故事館
4. 飛機巷
5. 上引水產
6. 榮星花園
7. 晴光市場
8. 大佳河濱公園

## 行天三宮介紹

### 臺北本宮

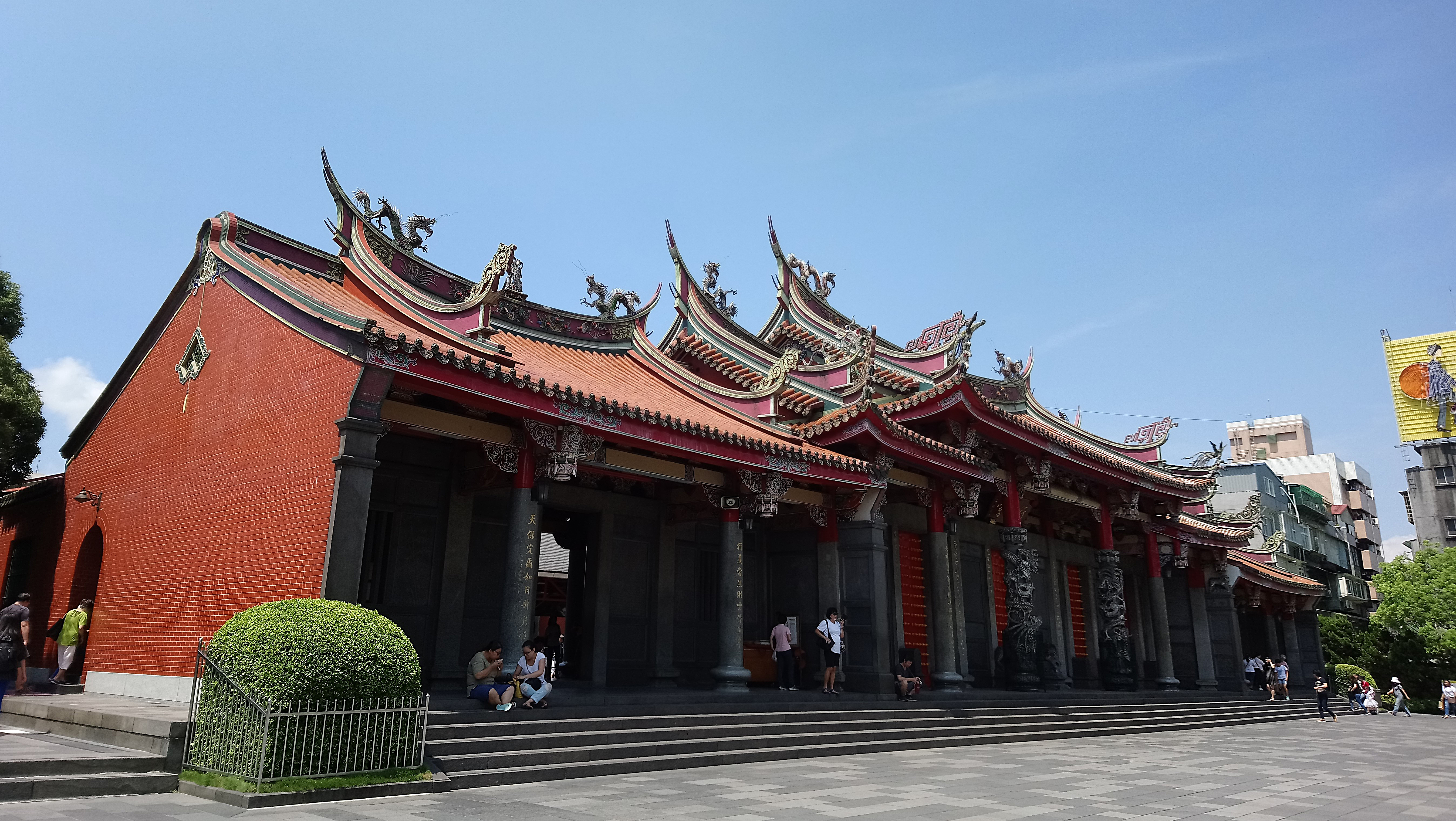
臺北本宮

1968年1月25日慶成的臺北本宮，位在臺北市中山區民權東路二段109號，靠近臺北捷運行天宮站，交通四通八達，不管是捷運、公車都能方便抵達這裡，三宮中人潮最多。　
- 正殿恭奉的神明分別為（以神明的座向為主）：
  - 主神：（中央）關聖帝君、（左一）孚佑帝君呂恩主洞賓、（右一）九天司命真君張恩主單、（左二）先天豁落靈官王恩主善、（右二）精忠武穆王岳恩主飛
  - 配祀神：（左側）關聖太子平、（右側）南天將軍周恩師倉
- 祈安大法會（拜斗）期間之玉皇壇恭奉的神明分別為（以神明的座向為主）：
  - （中央）十八代玉皇大天尊玄靈高上帝關聖帝君、（中央後方）十七代玄穹高上帝玉皇大天尊、（左側）關聖太子平、（右側）南天將軍周恩師倉
- 開放時間：清晨4時到21時（臺北本宫）
- 收驚時間：平時是中午11時20分到18時30分，祭星日約12時20分到18時30分

### 北投分宮

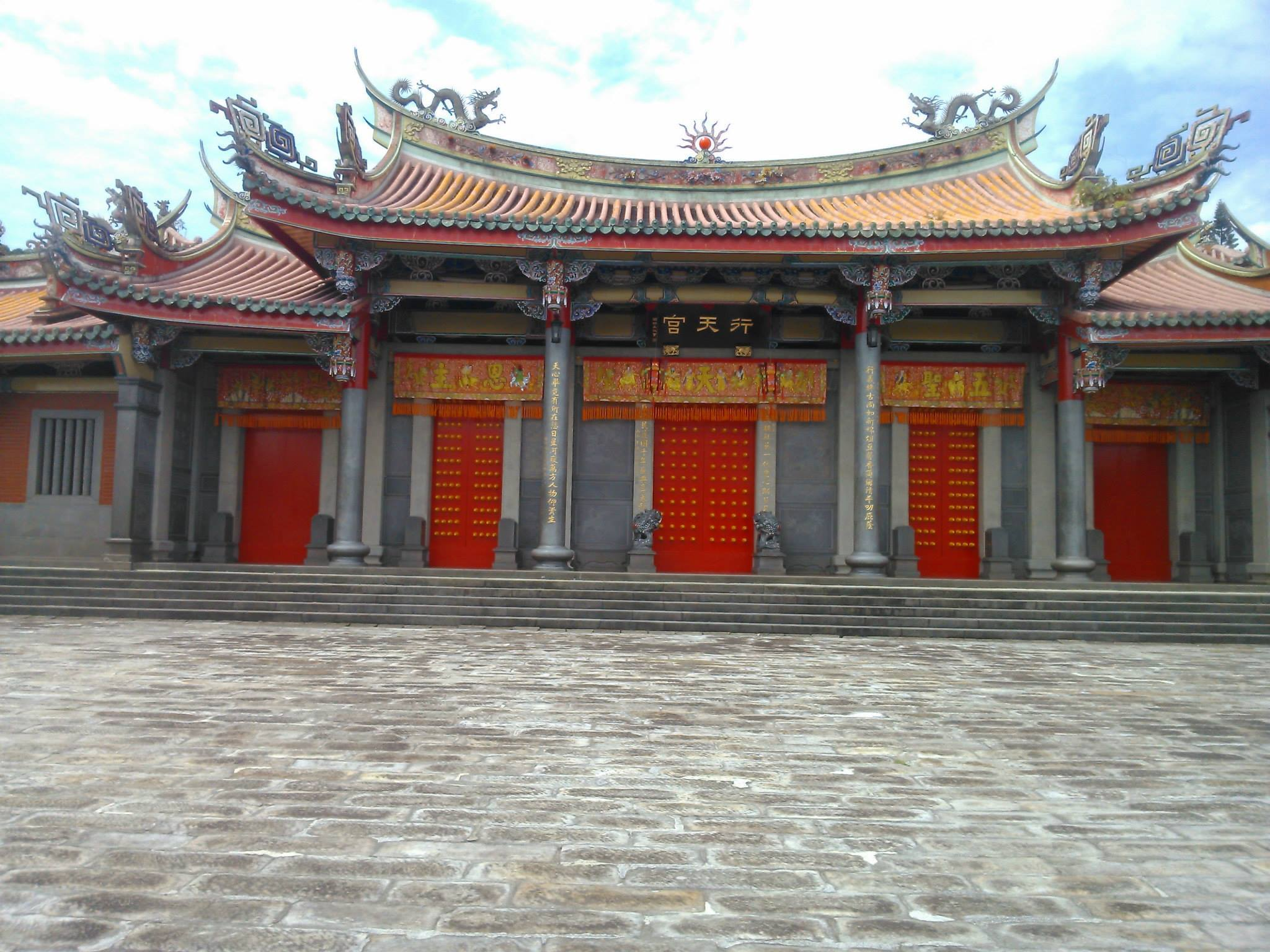
行天宮(北投分宮)

北投行天宮，故當地民眾稱之為忠義宮、忠義廟，即行天宮北投分宮，1965年5月31日完工。位在臺北市北投區中央北路4段18巷50號。捷運忠義站附近，主要恭奉神明除了五恩主外，還有漢昭烈帝劉先主、桓侯大帝張飛、諸葛武侯、玉皇上帝、三官大帝、福德正神、山神。
北投分宮崇德堂則是恭奉行天宮第一代住持空真子師父與三宮第一代總住持玄空師父。
建築上，是三殿形式，並設有鼓樓、鐘樓，仿造古代廟宇建築特色，北投分宮有設置停車場，方便香客來此祭拜。

### 行修宮

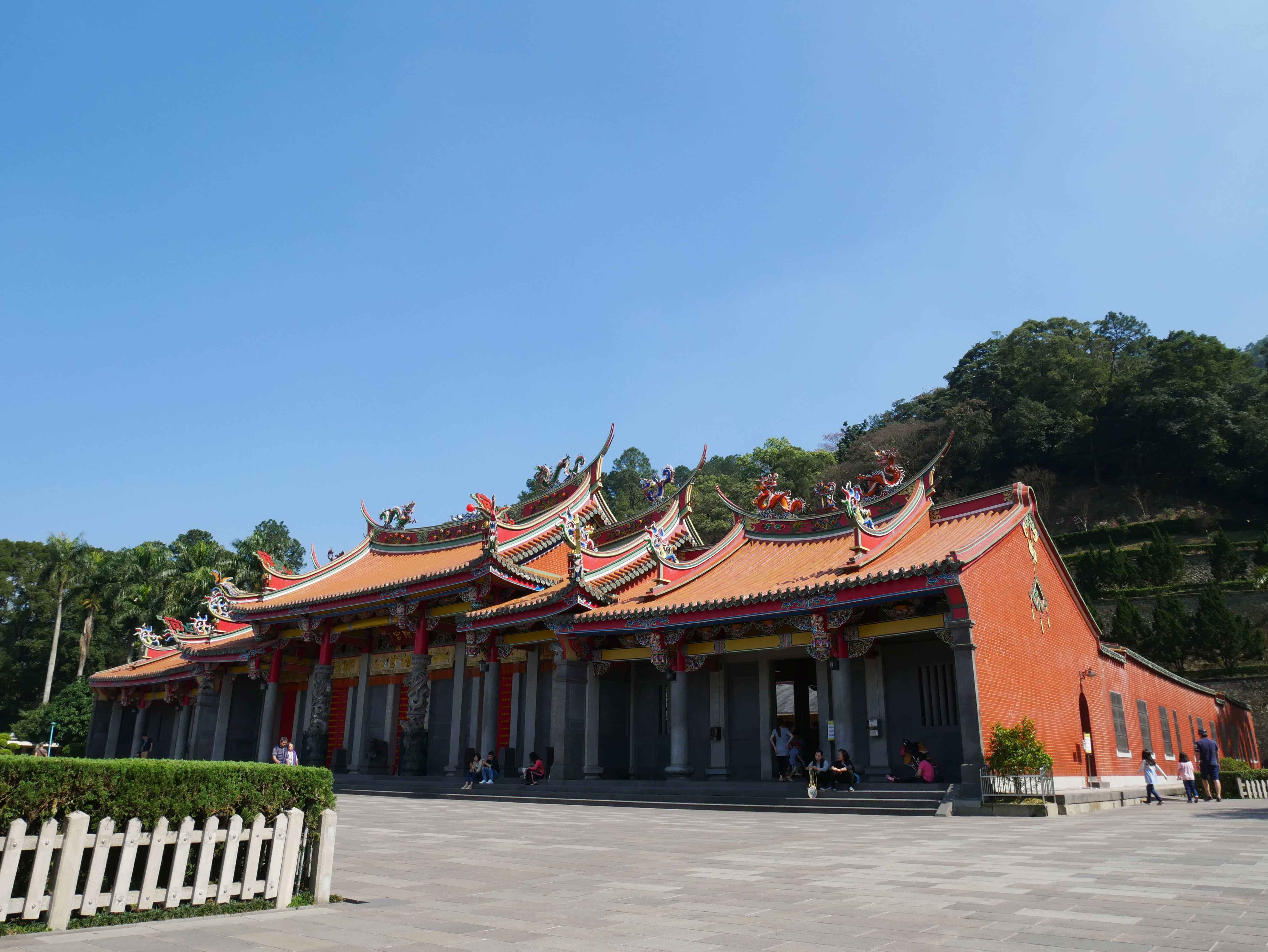
行修宮（行天宮三峽分宮）

位在新北市三峽區嘉添里白雞路155號，1965年12月6日興建完成，恭奉神明以  關聖帝君為主神，陪祀漢昭烈帝劉先主、桓侯大帝、諸葛武侯等神明，以及關聖帝君的父母及祖父母。還有福德正神、山神。
三峽分宮明德堂恭奉行天宮建設人玄空師父。
三峽分宮與北投分宮一樣，都有登山步道供信眾健走，三峽分宮下方停車場為新北市政府設置。

## 爭議
行天宮受失智老翁捐贈上億房產惹議，台北一名87歲、罹患輕微失智症（未經診斷證明，僅為女兒單方說法，遭慈濟師姐否認有說要帶老翁去看精神科）的張姓獨居老翁，去年底以「消業障」為由，瞞著女兒將市價逾億元的9戶房產全數捐給行天宮，老翁的女兒在捐贈完成公證後2週才得知此事，老父親指他的餘生行天宮會負責照顧，但此承諾廟方在房產完全過戶後卻不聞不問（未依三餐請安，僅有帶油飯去探視一次，帶老翁去醫院就醫數次），甚至還向她及父親索討4萬元代墊費用（行天宮回應是房屋原本租約的押金需退還承租人）。
爭議事件曝光後引起外界高度關注，廟方稱「本案處理合情合理合法」，令不少義憤填膺的網友湧入行天宮粉專聲援，未料行天宮還狂刪洗版的批評留言，並將貼文設定更改為限制用戶的留言資格。

## 相關條目

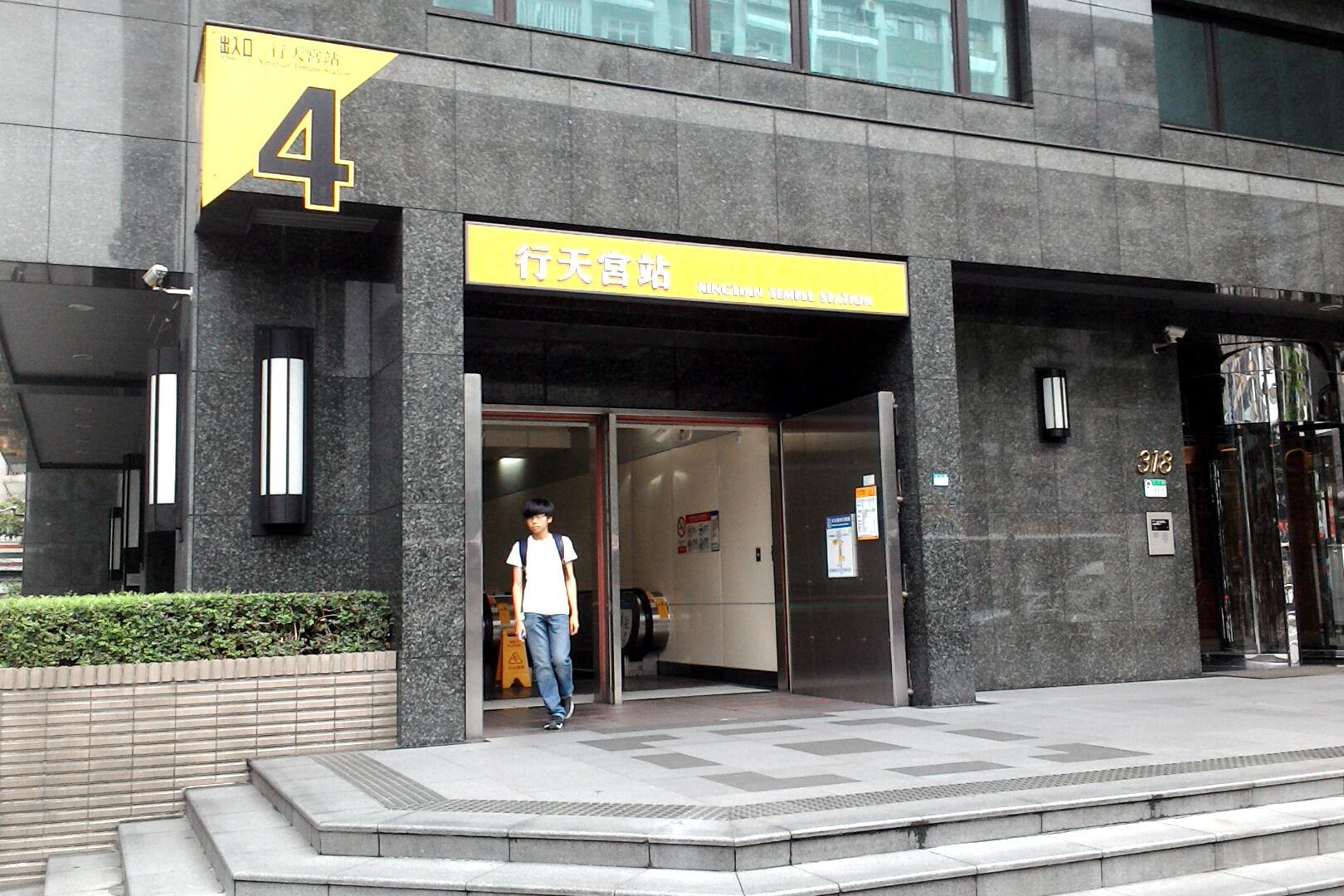
行天宮站

## 外部連結
- 行天宮五大志業網 （页面存档备份，存于）
- 行天宮廟宇雕刻介紹 （页面存档备份，存于）
- 行天宮  臺北旅遊網 （页面存档备份，存于）
- 行天宮  交通部觀光局 （页面存档备份，存于）
- YouTube上的台北行天宮頻道
- 行天宮五大志業的Facebook專頁

25°03′47″N 121°32′02″E / 25.063073°N 121.533846°E